# Nazionale femminile di pallavolo del Vietnam
La nazionale femminile di pallavolo del Vietnam è una squadra asiatica ed oceaniana composta dalle migliori giocatrici di pallavolo del Vietnam ed è posta sotto l'egida della Federazione pallavolistica del Vietnam.
Fino al 1975 ha rappresentato il Vietnam del Nord.

## Rosa
Segue la rosa delle giocatrici convocate per la Volleyball Challenger Cup 2024.
| N° | Nome                  | Ruolo | Data di nascita   | Squadra             |
| -- | --------------------- | ----- | ----------------- | ------------------- |
| 1  | Nguyễn Thị Trà My     | O     | 7 luglio 2004     | VTV Long An         |
| 3  | Trần Thị Thanh Thúy   | S     | 12 novembre 1997  | PFU BlueCats Kahoku |
| 6  | Lê Thị Yến            | L     | 15 settembre 1997 | Đức Giang           |
| 8  | Lê Thanh Thúy         | C     | 23 maggio 1995    | Vietnam             |
| 10 | Nguyễn Thị Bích Tuyền | O     | 22 maggio 2000    | Ninh Bình           |
| 11 | Hoàng Thị Kiều Trinh  | O     | 11 febbraio 2001  | Supreme Chonburi    |
| 12 | Nguyễn Khánh Đang     | L     | 3 ottobre 2000    | Sport Center 1      |
| 14 | Võ Thị Kim Thoa       | P     | 18 marzo 1998     | Sport Center 1      |
| 15 | Nguyễn Thị Trinh      | C     | 9 maggio 1997     | Sport Center 1      |
| 16 | Vi Thị Như Quỳnh      | S     | 16 aprile 2002    | Thông Tin           |
| 18 | Phạm Thị Hiền         | C     | 8 ottobre 1999    | Vietnam             |
| 19 | Đoàn Thị Lâm Oanh     | P     | 6 luglio 1998     | Supreme Chonburi    |
| 20 | Trần Tú Linh          | S     | 7 ottobre 1999    | Sport Center 1      |
| 23 | Đinh Thị Trà Giang    | C     | 26 giugno 1992    | Vietinbank          |

## Risultati

### Competizioni FIVB
| 2018 | non qualificata | -            |
| 2019 | non qualificata | -            |
| 2022 | non qualificata | -            |
| 2023 | 8º posto        | Convocazioni |
| 2024 | 3º posto        | Convocazioni |

### Competizioni AVC
| 1975 | non qualificata | -            |
| 1979 | non qualificata | -            |
| 1983 | non qualificata | -            |
| 1987 | non qualificata | -            |
| 1989 | non qualificata | -            |
| 1991 | 8º posto        | Convocazioni |
| 1993 | non qualificata | -            |
| 1995 | non qualificata | -            |
| 1997 | non qualificata | -            |
| 1999 | non qualificata | -            |
| 2001 | 7º posto        | Convocazioni |
| 2003 | 6º posto        | Convocazioni |
| 2005 | 8º posto        | Convocazioni |
| 2007 | 7º posto        | Convocazioni |
| 2009 | 7º posto        | Convocazioni |
| 2011 | 7º posto        | Convocazioni |
| 2013 | 6º posto        | Convocazioni |
| 2015 | 5º posto        | Convocazioni |
| 2017 | 5º posto        | Convocazioni |
| 2019 | non qualificata | -            |
| 2023 | 4º posto        | Convocazioni |

| 2008 | 5º posto | Convocazioni |
| 2010 | 7º posto | Convocazioni |
| 2012 | 4º posto | Convocazioni |
| 2014 | 8º posto | Convocazioni |
| 2016 | 7º posto | Convocazioni |
| 2018 | 5º posto | Convocazioni |
| 2022 | 4º posto | Convocazioni |

| 2022 | non qualificata | -            |
| 2023 | 1º posto        | Convocazioni |
| 2024 | 1º posto        | Convocazioni |
| 2025 | 1º posto        | Convocazioni |

### Competizioni zonali
| 1962 | non qualificata | -            |
| 1966 | non qualificata | -            |
| 1970 | non qualificata | -            |
| 1974 | non qualificata | -            |
| 1978 | non qualificata | -            |
| 1982 | non qualificata | -            |
| 1986 | non qualificata | -            |
| 1990 | non qualificata | -            |
| 1994 | non qualificata | -            |
| 1998 | non qualificata | -            |
| 2002 | non qualificata | -            |
| 2006 | 7º posto        | Convocazioni |
| 2010 | non qualificata | -            |
| 2014 | non qualificata | -            |
| 2018 | 6º posto        | Convocazioni |
| 2022 | 4º posto        | Convocazioni |